# 에드바르트 뭉크 (영화)
《에드바르트 뭉크》(Edvard Munch, Edvard Munch)는 노르웨이에서 제작된 피터 왓킨스 감독의 1974년 드라마, 판타지, 미스터리 영화이다. 톰 올센 등이 주연으로 출연하였다.

## 출연
- Geir Westby
- Gro Fraas
- 톰 올센